# Bombový útok v Istanbulu v roce 2022
Bombový útok v Istanbulu nastal v 16:13 místního času (13:13 UTC) na ulici İstiklal Caddesi, která je pěší zónou v evropské části Istanbulu. Podle istanbulského guvernéra Aliho Yerlikaya při útoku zemřelo šest osob a podle aktuálního vyjádření prvního viceprezidenta Turecka Fuata Oktaya je 81 osob zraněno, z toho dvě v kritickém stavu.
Prezident Recep Tayyip Erdoğan, který se v té době účastní summitu G20 v Indonésii, řekl, že se podle předběžných informací na útoku podílela žena, přičemž incident se zdá být teroristickým útokem. Podle reportérky katarského státního média Al-Džazíra Sinem Koseogluové policie podezírá, že pachatelka byla členkou Strany kurdských pracujících. Další dva pachatelé byli podle zdrojů reportérky Koseogluové dva mladí muži narození po roce 2000.